# Cầu Đông Trù
Cầu Đông Trù là một cây cầu bắc qua sông Đuống, nằm trên quốc lộ 5 kéo dài, nối xã Đông Hội, huyện Đông Anh ở phía bắc Hà Nội và phường Ngọc Thụy, quận Long Biên ở phía nam Hà Nội. Cầu nằm về phía thượng nguồn so với cầu Đuống.
Cầu Đông Trù rộng 55 mét, dài 1.240 mét, trong đó cầu chính dài 500 mét, được xây dựng theo kiểu vòm ống thép.
Cầu được khởi công xây dựng vào ngày 10 tháng 9 năm 2006 và chính thức khánh thành ngày 9 tháng 10 năm 2014 sau 8 năm thi công.Tính đến 2022, đây là cầu rộng nhất Việt Nam.
Cầu Đông Trù hướng từ Long Biên đi Đông Anh có 1 làn xe hỗn hợp giữa xe mô tô, xe gắn máy và xe thô sơ với vận tốc khai thác 70 km/h, 4 làn còn lại dành cho ô tô với vận tốc khai thác 90 km/h. Hướng ngược lại tất cả các làn đều hỗn hợp.

## Kết cấu
Về kết cầu, cầu Đông Trù có tổng cộng 3 nhịp chính, nhịp giữa dài 120m, 2 nhịp bên có chiều dài mỗi nhịp là 80m. Được áp dụng công nghệ lần đầu tiên có mặt tại Việt Nam là vòm ống thép nhồi bê tông.
Kết cấu kỹ thuật dưới cầu Đông Trù được thi công theo công nghệ cao với 216 khoan cọc nhồi có đường kính 2m, sâu từ 40m đến 60m với thân trụ đặc.
Tuy nhiên so với phần trên với kết cầu phức tạp hơn nhiều thì phần kết cầu dưới vẫn chưa đáng là gì. Phần trên bao gồm 3 nhịp cầu đôi có kết cấu liên tục với trọng lượng lên tới 280 tấn, bề mặt cầu rộng 54,5m. Để có thể nâng các vòm thép lên lắp ghép thì đơn vị thi công đã phải dùng kích hệ thống nâng từ mặt sông đến điểm lắp ghép 42m, đây là điều chưa từng xảy ra ở Việt Nam.